# Боевое дежурство
Боевое дежурство (сокращённо БД) — специально выделенные силы и средства (так называемые дежурные силы) в готовности к выполнению поставленных боевых задач по предназначению.
Боевое дежурство является высшей формой поддержания боевой готовности как в мирное, так и в военное время. Фактически это выполнение боевых задач особой государственной важности, связанных с обороной, с безопасностью граждан, с охраной границ государства, с защитой её государственных интересов.

## Силы и средства, несущие БД
На несение боевого дежурства могут быть поставлены объединения, соединения, части и подразделения войск и сил ВКС, ВВС-ПВО, РВСН, корабли (суда) и другие части ВМФ, военнослужащие дежурных смен (боевых смен, расчётов, экипажей) пунктов управления разведкой, разведывательных соединений, оперативного и эксплуатационно-технического состава автоматизированной системы «Дозор» и других.
Войска и силы, несущие боевое дежурство — это фактически первый эшелон Вооружённых Сил, который может в любую минуту вступить в бой с противником, в случае его нападения.
Боевое дежурство не является частной задачей ракетных и других частей, не является одним из видов их боевой подготовки — БД является выполнением реальной боевой задачи.
Дежурные смены, находящиеся на боевом дежурстве, должны быть готовы к немедленным боевым действиям по уничтожению противника. Чтобы успешно выполнить эту важнейшую задачу, каждый воин должен по первому сигналу быстро занять своё место на командном пункте, в кабине самолёта, у экрана радиолокатора, на стартовой позиции зенитно-ракетного подразделения или на другом боевом посту, мобилизовать все свои силы для чётких, умелых и решительных действий.
Ответственность за нарушение правил несения боевого дежурства (боевой службы) по своевременному обнаружению и отражению внезапного нападения на Российскую Федерацию — Россию либо по обеспечению её безопасности предусмотрена ст.340 Уголовного кодекса Российской Федерации.